# Muhalnica
Muhalnica je zaštićeno područje u zapadnoj Bugarskoj, smješteno kilometar južno od grada Botevgrada i 63 km sjeveroistočno od glavnog grada Sofije. Nalazi se u dolini Botevgrada u zapadnom dijelu Balkanskoga gorja. Muhalnica je zaštićena 1992. godine kako bi se sačuvala jedinstvena migracija smeđe livadne žabe (lat. Rana temporaria).
Dana, 14. veljače 1968. godine zoolog Vladimir Beškov otkrio je nekoliko stotina smeđih livadnih žaba (lat. Rana temporaria) u maloj močvari na nadmorskoj visini od 360 m u blizini grada Botevgrada, što je vrlo neobično za ovu vrstu na tako niskoj nadmorskoj visini. Dana 1. ožujka i 4. ožujka 1971. obilježio je nekoliko stotina primjeraka i oslobodio ih natrag u močvaru. Dana 4. lipnja 1971. godine jedna od obilježenih žaba pronađena je na obroncima planine Bilo na udaljenosti od 4925 metara ravne linije od močvare i na 875 m nadmorske visine. Nakon nekoliko godina, Beškov je obnovio svoja istraživanja 1979. godine, kada je između 31. siječnja i 3. ožujka u močvari obilježeno 457 žaba. Žabe su opet primjećene, kako se kreću čak 5,5 i 6 km daleko iznad močvare, visoko na planini Bilo. Beškov je objavio svoja istraživanja u nizu znanstvenih i popularnih znanstvenih radova koji su poslužili kao osnova za uspostavljanje područja od močvare do Stare (Zelin) rijeke kao zaštićeno područje 1992. godine.
Masovno dolazak tisuća žaba u močvaru na području Muhalnice vjerojatno je započeo na kraju posljednjeg glacijalnog razdoblja, tj. prije oko 8000 godina. Svake godine, za vrijeme migracije iz njihovih hibernacijskih staništa (rijeka i potoka na visokim dijelovima planine) do močvare Muhalnice, smeđe livadne žabe prelaze udaljenosti do 6 km, a neke od njih vjerojatno više od 10 km. Sezona parenja traje samo oko dva tjedna, obično krajem veljače ili početkom ožujka, ovisno o temperaturi okoline. Česti su prizori taloženja jaja među ledom koji se još uvijek topi. Žabe krenu niz rijeku Zelin i instinktivno znaju kada je napustiti da bi stigli do močvare. Nakon završetka sezone parenja, odrasle žabe vraćaju se na visoke dijelove planine kopnom, pokrivajući otprilike iste udaljenosti. Ova migracija jedinstvena je za ovu vrstu i jedna je od najdužih poznatih migracija u svijetu vodozemaca.